# Боевой состав греческой армии во время Первой Балканской войны
Ниже описан боевой состав греческой армии в Первую Балканскую войну.

## Предыстория

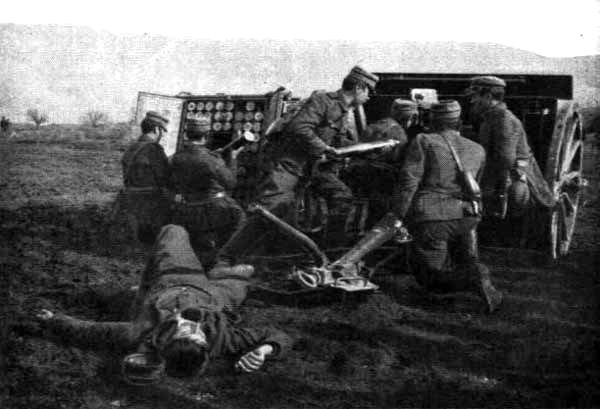
Греческие артиллеристы у 75-мм полевого орудия французского образца.

Греция, чьё население в 1912 году составляло 2 666 000 человек, считалась слабейшим из государств Балканского союза. В пользу такой оценки говорил и тот факт, что страна готова была выставить самую маленькую из всех союзных армий, и что шестнадцатью годами ранее Греция проиграла войну с Турцией 1897 года.
Поражение в войне заставило греков провести модернизацию армии. Модернизация началась в 1904 году, а в 1911 году в Грецию прибыла французская военная миссия, призванная помочь грекам перестроить армию на основе французского военного опыта. В 1912 году греческая армия мирного времени состояла из четырёх дивизий трёхполкового состава (1-я, 2-я, 3-я и 4-я), кавалерийской бригады, шести батальонов эвзонов, четырёх полков горной и полевой артиллерии, одного батальона тяжёлой артиллерии, а также различные вспомогательные войска, среди которых два инженерных полка и рота аэропланов. 25 марта 1912 года наследник престола Константин занял должность генерал-инспектора армии, став, фактически, главнокомандующим.

## Мобилизация
К началу Первой Балканской войны греческая армия всё ещё находилась в процессе реформирования. 29 сентября (16 сентября по старому стилю) Греция объявила мобилизацию армии. Существовавшие к началу войны части пополнили до положенной по штату численности и в дополнение к ним началось формирование трёх новых пехотных дивизий — 5-й, 6-й, 7-й. Численность греческой армии выросла с 25 000 человек по штатам мирного времени до 110 000 человек. Вопреки предвоенным планам дивизии подчинили напрямую Главному штабу, не сформировав из них корпуса.
Собранные войска разделили на две армии: Фессалийскую наследника Константина и Эпирскую генерала Сапундзакиса. Фессалийская армия, которой предстояло действовать на самом важном направлении, была заметно сильнее Эпирской армии.

## Боевой состав

### Фессалийская армия
Перед началом войны армия была сосредоточена у греко-турецкой границы, базируясь на железной дороге Лариса — Афины, в долине реки Саламврии в районе Лариса — Куцохирон.
В состав армии вошли 59 пехотных батальонов, 4 батальона эвзонов, 8 рот кавалерии, 7 инженерных рот, 32 батареи полевой артиллерии (96 орудий), 24 горных пушки и 70 пулемётов, а также вспомогательные части (в том числе и авиационная рота четырьмя аэропланами) Всего порядка 300 000 человек, из которых 250 000 — боевой состав. Состав Фессалийской армии 19 октября (3 октября старого стиля) 1912 года:
- 1-я пехотная дивизия (греч. Ι Μεραρχία), командир — генерал-майор Эммануил Манусояннакис:
  - 2-й пехотный полк,
  - 4-й пехотный полк,
  - 5-й пехотный полк,
  - 1-й и 2-й дивизионы 1-го артиллерийского полка.

- 2-я пехотная дивизия (II Μεραρχία), командир — генерал-майор Константинос Калларис:
  - 1-й пехотный полк,
  - 3-й пехотный полк,
  - 7-й пехотный полк,
  - 1-й и 2-й дивизионы 2-го артиллерийского полка.

- 3-я пехотная дивизия (III Μεραρχία), командир — генерал-майор Константинос Дамианос:
  - 6-й пехотный полк,
  - 10-й пехотный полк,
  - 12-й пехотный полк,
  - 1-й и 2-й дивизионы 3-го артиллерийского полка,
  - 3-я батарея горной артиллерии.

- 4-я пехотная дивизия (IV Μεραρχία), командир — генерал-майор Константинос Мосхопулос:
  - 8-й пехотный полк,
  - 9-й пехотный полк,
  - 11-й пехотный полк,
  - 1-й и 2-й дивизионы 4-го артиллерийского полка,
  - 1-я батарея горной артиллерии.

- 5-я пехотная дивизия (V Μεραρχία), командир — полковник Димитриос Матфеопулос:
  - 16-й пехотный полк,
  - 22-й пехотный полк,
  - 23-й пехотный полк,
  - 3-й дивизион 1-го артиллерийского полка,
  - 2-я батарея горной артиллерии.

- 6-я пехотная дивизия (VI Μεραρχία), командир — полковник Константинос Милиотис-Комнинос:
  - 1-й полк эвзонов (лёгкая пехота),
  - 17-й пехотный полк,
  - 18-й пехотный полк,
  - 3-й дивизион 2-го артиллерийского полка.

- 7-я пехотная дивизия (VII Μεραρχία), командир — полковник Клеоменис Клеоменус (греч. Κλεομένης Κλεομένους) (к началу войны продолжала формирование в Ларисе):
  - 19-й пехотный полк,
  - 20-й пехотный полк,
  - 21-й пехотный полк,
  - 3-й дивизион 3-го артиллерийского полка,
  - Пулемётная батарея.

- Кавалерийская бригада (греч. Ταξιαρχία Ιππικού), командир — генерал-майор Александрос Суцос (греч. Σούτσος Αλέξανδρος)
  - 1-й кавалерийский полк,
  - 3-й кавалерийский полк.

- Отряд Геннадиса (греч. Απόσπασμα Γεννάδη), командир — полковник Стефанос Геннадис (греч. Στέφανος Γεννάδης) Задача: прикрытие левого фланга армии.
  - 1-й батальон эвзонов,
  - 4-й батальон эвзонов.

- Отряд Константинопулоса (греч. Απόσπασμα Κωνσταντινοπούλου), командир — подполковник Константинос Константинопулос (греч. Κωνσταντίνος Κωνσταντινόπουλος). Задача: прикрытие правого фланга армии.
  - 2-й батальон эвзонов,
  - 6-й батальон эвзонов.

### Эпирская армия
Главной задачей Эпирской армии было наступление на Янину и далее в Эпир. Основные силы греческой армии были сосредоточены в Фессалийской армии, поэтому Эпирская армия довольствовалась теми силами и средствами, которые не были задействованы на основном направлении. Турецкие силы, противостоявшие Эпирской армии, численно превосходили её, однако греки выдержали турецкие атаки, затем отбили у турок город Превеза и вышли к Янинскому укреплённому району. Два греческих штурма Янины, предпринятые в декабре и январе, были отражены турками. Греческое командование вынесло уроки из двух неудачных штурмов и перебросило в поддержку Эпирской армии части из Македонии. 23 января (10 января старого стиля) 1913 года командующий армией Константинос Сапундзакис был снят с должности и армию возглавил наследник престола Константин. Усиленная армия смогла взять Янину в ходе битвы при Бизани.

#### Боевой состав в начале войны
В начале кампании Эпирская армия состояла из восьми батальонов пехоты и эвзонов, роты кавалерии и 24 орудий — всего порядка 10 000—13 000 человек:
- 15-й пехотный полк,
- 3-й батальон эвзонов,
- 3-й отдельный батальон эвзонов,
- 7-й батальон эвзонов,
- 10-й резервный батальон эвзонов,
- 2-й батальон национальной гвардии.

Позднее к ним присоединились два батальона критян и добровольческий Гарибальдийский легион. 25 (12) декабря из этих частей сформировали Эпирскую дивизию (греч. Μεραρχία Ηπείρου), в феврале 1913 года переименованную в 8-ю пехотную дивизию (греч. VIII Μεραρχία). В начале декабря Эпирскую армию усилили 2-й пехотной дивизией, переброшенной из Македонии. 27 декабря армия пополнилась 4-й пехотной дивизией, в середине января — 7-й пехотной дивизией и 7-м пехотным полком. В период подготовки битвы за Бизани наследник Константин усилил армию дополнительными пехотными частями и артиллерией. Кроме того, для атаки северо-восточного фланга турецких позиций была сформирована Смешанная бригада.

#### Состав Эпирской армии перед битвой за Бизани
К началу битвы за Бизани Эпирская армия имела в своём составе 2-ю, 4-ю, 6-ю и 8-ю пехотные дивизии, Смешанную бригаду, кавалерийский полк и три отдельных боевых группы в Ахероне, Превезе и Химаре — всего 51 пехотный батальон и другие подразделения общей численностью 41 400 человек. В армии имелись 48 пулемётов и 93 полевых и горных орудия.